# Raumfahrt (Sänger)
Raumfahrt ist ein wissenschaftlich begründetes, aber auch für Laien geschriebenes Überblickswerk des Ingenieurs Eugen Sänger, das 1963 im Econ-Verlag erschien.

## Inhalt
Das Werk teilt sich in die Hauptabschnitte Voraussetzungen der Raumfahrt, Raumfahrt heute, Raumfahrt morgen und Raumfahrt übermorgen.
Sänger streift die Möglichkeit, dass Raumfahrer von anderen Sternen uns in der Vorgeschichte besucht und entsprechende Sagen losgetreten haben, zeichnet von ihm so genannte Übermenschen als die Wegweiser, die uns helfen, ein uns ur-eigenes Himmelsstreben zu verwirklichen, und fasst knapp die Geschichte der Astronomie, der Raketentechnik und der Raumfahrtforschung zusammen. Er postuliert die Raumfahrt-Pioniere Konstantin Ziolkowski, Robert Goddard, Hermann Oberth und Robert Esnault-Pelterie als die genialen Vorarbeiter einer Technik, durch die die praktische Möglichkeit des Krieges zusehends blockiert werde, zählt Früchte auf, die bei dieser Technik nebenbei abfallen, zeigt deren unmittelbaren Nutzen für Meteorologie, Geophysik, Astrophysik, Biologie, Nachrichtenverbreitung und Verkehrswesen und umreißt, inwiefern die Raumfahrt vor allem in fremden Sonnensystemen die Aussicht eröffnet, den menschlichen Lebensraum auszuweiten und dadurch nicht zuletzt auch den Fortbestand der Zivilisation zu sichern.
In einem Abschnitt zur Frage der Kosten betont Sänger, dass die geistig Tätigen die Entwicklung von Wirtschaft und Industrie bestimmen und entsprechend zu entlohnen seien; mit Tabellen und Diagrammen führt er vor Augen, wie Entwicklungsaufwand, Serienstückzahl sowie Preis und Leistungsfähigkeit der Treibstoffe mit dem Anteil der Nutzlast bei einmaligem bzw. mehrfachem Verwenden der Raumfahrzeuge für den Transport in den Erdorbit kostenmäßig zusammenwirken, wobei Forschung, Entwicklung und Erprobung in der Zusammenarbeit mit „Astronomen, [Physikern, Chemikern, Technikern,] Biologen, [Ärzten, ...] Philosophen, Juristen, Theologen“ zeitlich ineinandergreifen und Serienproduktion wie Anwendung sich oft erst verspätet daran anschließen.
Sänger entwickelt, ausgehend vom Fahren wider die Reibung des Bodens, des Wassers und der Luft, den Gedanken der Raumfahrt als eines Reisens nur unter dem Einfluss der wechselnden und zum Teil praktisch ganz verschwindenden Schwerekräfte, für das sich erst bei sehr hohen Geschwindigkeiten, namentlich nahe bei der Lichtgeschwindigkeit, durch die im All dünn gestreuten einzelnen (Wasserstoff-)Atome wieder die Probleme einer speziellen Raum-Aerodynamik ergeben. Er bietet Tabellen und Graphiken zu voraussichtlichen Fluggeschwindigkeiten und zu erdnahen, planetaren wie stellaren Reisezielen sowie zu den Geschwindigkeiten, die mit unterschiedlichen aerodynamischen bzw. ballistischen Fahrzeugen in bestimmten Höhen erreicht werden können bzw. wegen eines sonst drohenden Herunterfallens oder Verglühens eingehalten werden müssen.
In Abschnitten zu den Raketentriebwerken und den Raumfahrzeugen zeigt er anhand von schon beschrittenen und erst in Aussicht genommenen mechanischen, chemischen und nukleartechnischen Wegen die Bedeutung der Strahlgeschwindigkeit in ihrer Wechselwirkung mit dem Anteil der Nutzlast bzw. des Treibstoffs und dessen spezifischem Gewicht sowie die grundsätzlichen Bauprinzipien, die praktischen und die wissenschaftlichen Aufgaben von Erdaußenstationen und Mondschiffen und von Fahrzeugen für die interplanetare und die interstellare Raumfahrt. Er erläutert Heißwasserraketen, chemische Feststoff- und Flüssigkeitsraketen, konvektive, elektrische, photonische, reine und periodische reine Fissions-Raketen, Fissions-Hyperschall-Staustrahlen, kontinuierliche und periodische Misch-Fissionsraketen, reine Fusionsraketen, reine Photonenraketen sowie den Photonen-Staustrahl. Wirtschaftlicher Zusammenhänge und der Grundgesetze des Raketenantriebes wegen solle die Strahlgeschwindigkeit der Raketen in der Größenordnung der gewünschten Reisegeschwindigkeit liegen. Unter den nuklearen Systemen seien die konvektiven Fissionsraketen für ein „[wirtschaftliches Transportsystem] im Bereich zwischen Erde und Mond“ vielversprechend, sofern sie nicht zu stark die Atmosphäre verseuchen. Die kürzeste interplanetare Fahrt (nach der Venus in unterer Konjunktion) sei bei einer Beschleunigung entsprechend der Erdbeschleunigung zu eineinhalb Tagen (Höchstgeschwindigkeit 636 km/s, Strahlgeschwindigkeit 790 km/s), unabhängig von der Hohmann-Ellipse, mit reinen Fissionsraketen denkbar, während die längste (nach dem Pluto) auch „mit den fortschrittlichsten Triebwerken von morgen“ bei einer Strahlgeschwindigkeit von 3000 km/s erst zu 72 Tagen und mit einer geringeren als der Erdschwerebeschleunigung möglich erscheine. Mit reinen Fusionsraketen könne zum ersten Mal die Fahrt „in den Bereich der nächsten Fixsterne“ erwogen werden. Sänger verweist auf das Zerstrahlen von Elementarteilchen im Experiment, die Entdeckung des Antiprotons und die Entwicklung des Lasers und darauf, dass sich mit den „[ersten Bausteinen] einer Antimaterie“ die Möglichkeit abzeichne, Materie in Photonen aufzulösen. Er legt Wert auf die Feststellung, dass der Mensch auf der Grundlage der speziellen Relativitätsmechanik mit reinen Photonenraketen grundsätzlich innerhalb seiner Lebenszeit das ganze bekannte Weltall befahren könne, weil die Zeit erheblich langsamer verstreiche, wenn man sich relativ zu seinem ursprünglichen Bezugssystem sehr schnell bzw. fast mit Lichtgeschwindigkeit fortbewege.
Sänger plädiert für eine parallele Entwicklung der unterschiedlichen Systeme, weil letzten Endes die meisten von ihnen zumindest in gewissen Bereichen hilfreich sein dürften und nicht klar sei, ob gerade die gewagtesten überhaupt verwirklicht werden können.
Er erläutert die Anwendbarkeit von Trägheits-, Radio- und optischer Navigation in der Raumfahrt sowie die Konzepte militärischer Raumfahrttransport-, -beobachtungs-, -angriffs- und -abwehrgeräte.
Sänger sagt die Entdeckung fremder Planetensysteme voraus und peilt bereits konkret eine Lösung der Fragen nach stationärer Kernfusion, Materie-Zerstrahlung, Struktur des Weltalls, Gravitation, außerirdischen Intelligenzen, lichtschnellen Raketen-Antriebsstrahlen und dem Wesen des Lebens an. Er malt für den Leser bis hinein in die wesentlichen fahrttechnischen Einzelheiten eine Reise nach einem Stern in 100 Lichtjahren Entfernung aus, bei der man sich der Lichtgeschwindigkeit stark annähert. Dabei schildert er protokollarisch u. a., wie stark für den Reisenden die Fahrtzeit wirklich ausgedehnt ist, in welchem Tempo für ihn Filme ablaufen, die ihm von seinem Start-Ort bzw. von seinem Zielstern gesendet werden, und wie tief die Ereignisse, die sie zeigen, für ihn in der Vergangenheit liegen. Daran schließt er das Panorama des für den Reisenden entstehenden Eindrucks von einem Sternenhimmel an, der sich von vorne und von hinten her fast ganz verdunkelt und dazwischen aufgrund der Zeitdilatation bzw. des Doppler-Effekts in den farbigen Streifen des Regenbogens erstrahlt.
In einer „Zeit der Realisierung vor allem spektakulärer und politisch wirksamer Ersterfolge“ entwickle sich eine „Dominanz der raumfahrttreibenden Nationen“, vor allem der UdSSR, während die Vereinigten Staaten von Amerika verzweifelt aufzuschließen versuchen und die Europäer erst zögernd die Bedeutung der Raumfahrt fürs wirkliche Leben zu begreifen beginnen.

## Rezeption
- Buchbesprechung in der Zeitschrift Der Spiegel 38/1963 vom 18. September 1963.[31]
- Buchbesprechung in der Zeitschrift Die Zeit 38/1963 vom 20. September 1963.[32]